# Tono Errando
Antonio Errando Mariscal, conegut com a Tono Errando, és un director de cinema espanyol, germà del productor Santi Errando i de l'artista Xavier Mariscal.

## Filmografia

### com a director
- La gran mentira del rock'n'roll (2002)
- Chico i Rita (2010)

### com a director artístic
- Una piraña en el bidé (1996)

## Premis i nominacions

### Premis
- 2011. Goya a la millor pel·lícula d'animació per Chico i Rita[1]
- 2012. Gaudí a la millor pel·lícula d'animació per Chico i Rita

### Nominacions
- 2012. Gaudí a la millor direcció per Chico i Rita
- 2012. Oscar a la millor pel·lícula d'animació per Chico i Rita